# Terzaghi Dam
Terzaghi Dam är en dammbyggnad i Kanada.   Den ligger i provinsen British Columbia, i den sydvästra delen av landet, 3 400 km väster om huvudstaden Ottawa. Terzaghi Dam ligger 1 109 meter över havet. Den ligger vid sjön Carpenter Lake.
Terrängen runt Terzaghi Dam är huvudsakligen bergig, men åt nordväst är den kuperad. Trakten runt Terzaghi Dam är nära nog obefolkad, med mindre än två invånare per kvadratkilometer..
I omgivningarna runt Terzaghi Dam växer i huvudsak barrskog.